# Cyanotis speciosa
Cyanotis speciosa là một loài thực vật có hoa trong họ Commelinaceae. Loài này được (L.f.) Hassk. mô tả khoa học đầu tiên năm 1870.